# スピロノラクトン
スピロノラクトン (spironolactone) はカリウム保持性利尿薬（抗アルドステロン薬）のひとつ。その名の通りスピロ環構造とラクトン環構造を併せ持つ。受容体とアルドステロンとの結合に拮抗することによりK+保持性の利尿作用を示す。主に心不全、肝硬変性腹水、高血圧治療薬としてフロセミドやクロロチアジドと併用される。特に、アルドステロン分泌が異常亢進する原発性アルドステロン症では第一選択の治療薬である。副作用として高K+性アシドーシス、女性化乳房、皮膚発疹などが存在する。
女性ホルモン作用を併せ持つため、高血圧治療薬としては歓迎されないものであるが、これを応用して男性型の脱毛症治療薬として利用する方法がしばしば散見される。また、アルドステロン受容体により特異的に結合することで女性ホルモン作用が軽減された、第二世代のアルドステロン拮抗薬（エプレレノン）も発売されている。
さらに、鉱質コルチコイド受容体拮抗作用を持つため、外用ステロイド剤の副作用（皮膚萎縮）低減に応用できる可能性が示唆されている。

## 効能・効果
高血圧症（本態性、腎性等）、心性浮腫（鬱血性心不全）、腎性浮腫、肝性浮腫、特発性浮腫、原発性アルドステロン症の診断および症状の改善、悪性腫瘍に伴う浮腫および腹水、栄養失調性浮腫
治療抵抗性の高血圧（ACE阻害薬/ARB＋Ca拮抗薬＋サイアザイド系利尿薬 での収縮期血圧が診察室血圧≧140mmHg（DM合併症で≧135mmHg）または家庭血圧≧130mmHg）に対してスピロノラクトン等または偽薬を上乗せしたところ、スピロノラクトン群では収縮期家庭血圧が偽薬に比べ8.70mmHg低下し、統計学的に有意な差（p<0.001）がついた。血圧コントロール良好となった患者の割合（家庭血圧＜135mmHgを達成した割合）はスピロノラクトン群で58.0%であった。

## 禁忌
スピロノラクトンは下記の患者には禁忌とされている。
- 無尿または急性腎不全の患者
- 高カリウム血症の患者
- アジソン病の患者
- タクロリムス、エプレレノン、ミトタンを投与中の患者
- 製剤成分に対し過敏症の既往歴のある患者

## 副作用
添付文書に掲載されている重大な副作用は、
- 電解質異常（高カリウム血症、低ナトリウム血症、代謝性アシドーシス等）とそれに伴う不整脈、全身倦怠感、脱力等、
- 急性腎不全
- 中毒性表皮壊死融解症（Toxic Epidermal Necrolysis：TEN）、皮膚粘膜眼症候群（スティーブンス・ジョンソン症候群）

である。
発疹、蕁麻疹、女性化乳房、乳房腫脹、性欲減退、陰萎、月経不順、無月経、閉経後の出血などは0.1〜5%未満に発生する。

## 薬物動態
スピロノラクトンの消失半減期は2相性であり、α相：1.8時間、β相：11.6時間であるが、スピロノラクトンは3つの活性代謝物（7α-チオメチルスピロノラクトン、6β-ヒドロキシ-7α-チオメチルスピロノラクトン、カンレノン）:29へと変化し、その結果、活性の半減期は長くなる（13.8～16.5時間）。